# ГАЗ-АААА
ГАЗ-АААА — советский экспериментальный автомобиль, созданный по идее Виталия Андреевича Грачёва — позади передних колёс по бортам крепились два запасных колеса, которые могли пассивно вращаться и облегчали переезд через неровности. Колёсная формула 6 × 4.

## История
Год создания — 1936.
База — агрегаты и узлы ГАЗ-А, оперение и закрытую кабину от ГАЗ-4, задние мосты имели червячную передачу.